# کلیتون اسنایدر
کلیتون اسنایدر (انگلیسی: Clayton Snyder؛ زادهٔ ۹ سپتامبر ۱۹۸۷) یک هنرپیشه اهل ایالات متحده آمریکا است.
از فیلم‌ها یا مجموعه‌های تلویزیونی که وی در آن‌ها نقش داشته است می‌توان به فیلم لیزی مک‌گوایر اشاره نمود.